# 류영신
류영신(柳栐慎, RYU YOUNG SIN, 1957년 3월 25일 ~ )은 나무와 숲을 통해 우주시원의 생명미학을 일관되게 추구해온 대한민국의 화가이다.

## 생애
류영신은 1957년 충남 천안시 광덕면 대평리에서 출생했다. 아버지 류진호(柳鎭浩,1923~2004), 어머니 김제연(金濟連,1932~2018)사이 2남4녀 중 셋째로 출생했다. 아버님은 교육자로서 특히 서예에서 상당한 예술성을 나타냈으며 그림에 재능이 있는 딸에게 칭찬으로 용기를 주었다. 천안복자여자고등학교시절 미술반활동을 했고 미술실기 대회 등에서 수상하면서 화가의 꿈을 키웠다. 
1992년 러시아 상트페테르부르크 레핀아카데미에서 누드크로키를 집중적으로 공부했다. 이 시절 시베리아횡단열차에서 바라본 광활하게 펼쳐진 자작나무숲에서 받은 감흥은 이후 나무와 숲의 세계관에 천착하는 분수령이 된다. 1997년 프랑스 파리 그랑 쇼미에르에서 인체드로잉작업을 배웠고 1998년 중앙대학교 조형예술대학원에서 서양화를 수학하는 등 끊임없는 탐구열정을 쏟았다. 
1995년 인데코갤러리에서 첫 개인전을 가진 후 경기도 광주에 있던 화실의 화재로 10여 년간 그려놓은 작품을 소실(消失)하는 아픔을 겪기도 했다. 2010년대에 들어오면서 뉴욕, 파리, 쾰른 등 국내외 아트페어에 활발하게 참여하였고 현대미술의 국제적 흐름을 직접 보고 자신의 회화세계를 확장하는데 주력했다. 서양화가 류영신은 1980년 결혼했고 슬하에 1녀1남을 두었다.

(위 왼쪽부터 시계방향)=러시아 여인 50×60.6㎝ oil on canvas 1994. 자작나무 41×27㎝ 1993. 숲속으로 55×46㎝, 2000. 누드 55×46㎝ 1995. 사진=손영자.

## 숲의 실루엣 수용과 치환(1990~2010년)
1990년대 초 정물 시리즈는 대상에 투과되는 빛의 실루엣을 화폭에 담아 1995년 첫 개인전에 선보인다. 2005년 전후 자작나무 시리즈발표 후에도 꽃과 자연을 담은 그림은 계속 이어지는 경향을 보인다. 1992년 러시아 시베리아자작나무숲에서 강렬한 미적감흥을 얻게 되고 정물에서도 그러한 조형성이 드러나고 있다. 
“2005~2010년에 그린 꽃 그림에서도 구성은 추상적이고 기하학적인 무늬와 유기적인 현실주의 사이에서 줄다리기를 하며 격식을 차린 정밀함과 자유로운 감정적 요소를 나타내고 있다. 류영신은 다작을 하는 화가인데, 그녀의 화풍이 다양한 가능성을 수용하고 치환을 가능하게하기 때문이다.”

(위 왼쪽부터 시계방향)=숲 속으로-눈이 내리면 103.3×130.3㎝ oil on canvas 2010. Cluster 91×91㎝ 2011. 숲속으로 130×130㎝ 2013. 숲속으로 91×116.5㎝ 2012. 사진=손승현.

## 단순과 생략 공감각 묘사(2005~2013년)
자작나무와 미루나무 시리즈가 본격화되는 시기이다. 줄기와 가지, 나뭇잎 등 단순과 생략의 재해석이라는 형식미를 드러낸다. 특히 시베리아횡단열차에서 바라보았던 끝없이 펼쳐진 숲과 러시아 여인의 인상이 나무의 의인화를 통해 배어나온다. 기하학적 평면과 선의 이미지는 창공으로 뻗어나가는 숲의 힘찬 기운과 벅찬 희열의 풍만함을 선사한다. 
“러시아의 끝없이 이어진 은빛나뭇가지의 향연을 아직도 가슴 어딘가에 간직하고 있다. 자연의 이치를 깨닫고 자연의 신비를 마음의 숲으로 표현해 본다.” “그녀는 생동감 가득한 자작나무의 기둥, 가지, 나뭇잎의 자연스러운 움직임을 포착했을 뿐 아니라, 숲 속 작은 빈터를 살랑대는 바람 한 줄기까지 관찰한다. 이런 시각적 영감을 얻은 류영신은 그 율동적인 감각을 한 편의 서사시로 화폭에 담는다.” 
“미루나무를 소재로 하는 작업은 간결하고 대담한 구성이 독특하다. 생략과 형태변형이라는 조형어법을 통해 반추상화 형식을 추구한다. 미루나무는 곧게 뻗은 키 큰 줄기에 비해 가지가 작아 키다리 같은 모양이다. 이와 같은 형태적인 특징을 살려 간명한 평면적인 이미지로 해석하고 있다.” 

(위 왼쪽부터 시계방향)=Cluster 41×53㎝ oil on canvas 2013. 45×45㎝ 2014. 77×33㎝ 2014. 65×200㎝ 2013 ⓒADAGP. 사진=손승현

## 생체의 춤 공존의 하모니(2011~2015년)
군상(Cluster) 시리즈는 나무와 숲과 인간이 자연 속에서 동화되는 공존의 춤사위를 연상하게 한다. 두터운 마티에르가 발산하는 나무의 추상적인 여체이미지는 인간탄생의 근원성과 자연의 관계성을 전한다. “류영신은 색채를 훌륭하게 다룬다. ‘클러스터’시리즈에서는 팝 아트로 선회하고 있다. 나무기둥과 여체의 형태가 배경과 동떨어져 있는데 이런 대비 덕에 배경 그 자체도 전면에 나선 각진 나무만큼 작품에서 중요한 위치를 차지한다.”
“나의 그림에서 나타나는 역할의 하나는 경험에 생기를 주어 사람들에게 흥미를 느끼도록 하는 것이다. 나무의 생체(生體)를 발견하는 놀라움과 강렬함이 나로 하여금 나무에 집착하게 한다. 자연과 인간의 하모니는 나에게 있어 질서이고 색채와 형식의 초점이다. 또한 그들을 바라보기 위한 것, 만족감과 흥분이 되는 회화적 흥미의 대상인 것이다.”

(위 왼쪽부터 시계방향)=Forest-Black Hole(숲–블랙홀) 60.6×60.6㎝ Mixed media 2016. 60.6×60.6㎝ 2016. 130.3×130.3㎝ 2016. 130.3×130.3㎝ 2016. 182×228㎝ 2015 ⓒADAGP. 사진=손승현.

## 시간의 깊이 자연의 공명(2015~2018년)
숲–블랙홀 시리즈엔 태고의 흔적이 맨살처럼 드러나는 엄숙미가 흐른다. 뿌리거나 긁거나 미는 등 다양한 운필로 은밀하게 숨겨진 광대한 숲의 흔적을 드러낸다. 서예성의 필획(筆劃) 형상은 시간의 깊이로 다가온다. 그리고 숨을 쉬는 생명의 존재로서 역할을 해내는 닥나무종이 오브제도 미묘한 느낌을 선사한다.
“류영신 작품은 대충 훑어보는 것이 아니라 자세히 보아야 한다. 이미지 그 이상을 담고 있는 작품은 보는 이를 또 다른 세계로 인도한다. 나무가 곧 전체이고 전체가 곧 나무라는 요소는 흥미롭고 다가서고 싶어지는 모호함을 자아낸다. 이런 작품은 대개 모더니즘적 미학을 따르는 편인데, 류영신의 작품에서도 그 울림이 느껴지는 듯하다.”
“캔버스 위에 물감을 이리저리 끌고 다니면서 숲의 농담(濃淡)을 만들거나 칠해진 물감을 닦거나 물감이 굳기 전에 스크래치로 휜 여백을 만들기도 하면서 숲 사이로 들어오는 자연광의 이미지를 만들기도 한다. 가히 추상과 구상의 접점에서 펼쳐지는 장대한 자연이라고 할 만하다. 블랙홀은 류영신 작가 작품에서 자연-우주의 근원적 존재를 상징하는 하나의 메타포로 가시화된다.”

(위 왼쪽부터 시계방향)=Forest-Divine 90.5×90.5㎝ Mixed media 2019. 91×91㎝ 2019. 130×130㎝ 2022. 131×131㎝ 2022 ⓒADAGP. 위 사진=손승현. 갤러리 라메르 전시전경 2023. 사진=권동철.

## 시원의 자국 교감의 의미화(2019~현재)
원시의 대자연 그 깊숙한 공간에서 우주와 교감하는 시원(始原)의 자국을 추상화폭에 펼친다. 닥나무질료 오브제는 리좀(Rhizome)적 사유와 불교의 인드라 망을 떠 올리게 한다. 유화나이프의 빠른 속도감으로 펴 바르거나 쌓은 거친 질감의 층위는 존재의 공존이라는 의미화에 중점을 둔 미감을 제공한다. 
“류영신의 추상표현주의 스타일은 자연의 힘과 아름다움을 보여준다. 생생한 색상과 통합된 질감에 중점을 둔 그녀의 혼합미디어 그림은 자연의 원초성의 힘을 불러일으키고 풍경과 비바람으로부터의 인상과 매료는 감성적인 고도의 예술적 기교와 열정의 반영이라는 통찰력을 드러내고 있다.”
“신비로운 생명성 자체를 탐구하는 작업으로 변모해 온 작가의 언급대로 ‘인간과 대자연의 상호 유전정보 사슬에 내재된 원시 메커니즘(Mechanism)의 신경망’같다. 거시적 세계를 대면한 화가의 처절한 자기존재확인 혹은 자기에 대한 숙연한 성찰과 같은 것으로 이어진다. 자연-우주-생명을 추구하는 류영신의 예술행위가 더욱더 값진 까닭이다.” 

## 평가
“류영신 작가는 자작나무와 더불어 미루나무라는 두 가지 나무를 다루고 있다. 자작나무 연작이 사실적인 공간에 머물러 있다면, 미루나무 연작은 평면적인 구성을 통해 현실과 유리된 현대적인 조형공간을 점유한다.”
“류영신의 최근 작품에서 보이는 탁월한 통찰력 중 하나가 바로 화가로서의 선명한 접근법이다. 그녀의 시적인 감성이 숲의 어두운 구석에 닿아 울림을 만들어낸다. 그림이 그려진 닥나무종이표면은 화가의 나무에 대한 회상을 되살리며 기억과 현실이 하나로 연결되는 것이다.” 
“속도감 넘치는 시각적 역동성의 화면은 눈부신 색조의 원동력으로 관람자를 매료시키고 리드미컬한 페인팅 붓놀림 그 강약의 연속은 작가만의 독창적인 울림으로 공명한다. 그녀의 혁신적인 접근으로 캔버스에 두텁게 쌓이는 구성에 부여한 작품은 질감의 미묘한 뉘앙스와 자연의 아름다운 시간을 기록하고 있다.” 

## 개인전 및 단체전
개인전(35회)
- 2024 세종뮤지엄갤러리
- 2023 라메르 갤러리
- 2017 아산갤러리(천안)
- 2016 LA GALERIE MONOD EXPOSE(파리)
- 2014 에이블파인아트NY(서울, 뉴욕)
- 2011 공평아트센터
- 2008 이형아트센터
- 2005 단원미술관
- 2002 서호갤러리
- 2000 롯데화랑
- 1995 인데코갤러리

단체전
- 2022 INTERNATIONAL ART EXHIBITION FOR PEACE(갤러리 라메르)
- 2022 남한산성미술인회-소소 담백전(청갤러리)
- 2023 남한산성 꿈과 희망전(성남아트센터)
- 2023 중예원전(마루아트센터)
- 2023 EXCHANGE EXHIBITION CONTEMPORARY ART(栄サンシティギャラリー,나고야)
- 2023 제99회 구상전 회원전(마루아트센터)
- 2023 경기향토작가초대전-비상(飛上)전(성남아트센터)
- 2023 제2회 AIAM & ADAGP 글로벌연합회원전(갤러리 라온)

## 미술관 소장
대전시립미술관, 세종대학교 세종뮤지엄갤러리